# 카미유 생상스
샤를카미유 생상스(프랑스어: Charles-Camille Saint-Saëns; IPA: [ʃaʁl kamij sɛ̃sɑ̃(s)], 문화어: 샤를 까밀 쌩-쌍스, 1835년 10월 9일 ~ 1921년 12월 16일)는 프랑스의 작곡가, 오르가니스트, 지휘자, 피아니스트이며, 특히 〈피아노 협주곡 2번〉, 〈첼로 협주곡 1번〉 , 〈바이올린 협주곡 3번〉  ,〈서주와 론도 카프리치오소〉, 〈교향곡 제3번 '오르간'〉, 모음곡 〈동물의 사육제〉,  교향시 〈죽음의 무도〉,  오페라 〈삼손과 데릴라〉로 알려져 있다. 섬세한 음색과 풍요로운 악기구성으로 유명하다.
생상스는 어린 시절부터 신동으로 평가받았으며, 10세의 나이에 첫 콘서트 데뷔를 했다. 이후 파리 음악원에서 공부한 후, 전통적인 교회 오르가니스트로서의 경력을 쌓았다. 처음에 파리의 생메리 성당(Saint-Merri)에서 오르가니스트로 활동했으며, 1858년부터는 프랑스 제국의 공식 교회였던 라마들렌 성당에서 근무하였다. 20년 후, 교회 오르가니스트 직을 떠난 그는 유럽과 아메리카 대륙에서 큰 인기를 얻은 자유로운 피아니스트이자 작곡가로서 성공적인 경력을 이어갔다.
젊은 시절, 생상스는 당대 가장 현대적인 음악에 열정을 가졌으며, 특히 로베르트 슈만, 프란츠 리스트, 리하르트 바그너의 곡에 관심을 가졌다. 그러나 생상스는 일반적으로 고전적인 전통을 따르는 경향이 강했다. 그는 음악사에 대한 깊은 지식을 지닌 학자였으며, 프랑스 작곡가들이 확립한 기존 음악 형식을 고수하려 했다.
이러한 태도는 그의 말년에 인상주의와 표현주의 음악을 추구한 젊은 작곡가들과의 갈등을 초래했다. 생상스의 작품에는 신고전주의적 요소가 포함되어 있어, 훗날 이고르 스트라빈스키나 프랑스 6인조의 작품을 예견하는 측면도 있었으나, 그는 사망 당시와 그 주변 시기에 종종 반동적인 인물로 간주되었다.
생상스는 평생 동안 단 한 번의 교육직을 맡았는데, 그것은 파리의 "고전 및 종교 음악 학교(École de Musique Classique et Religieuse)"에서의 교수직이었다. 비록 5년이 채 되지 않는 짧은 기간이었지만, 이 시기동안 프랑스 음악 발전에 중요한 역할을 했다. 여기서 가르친 제자들 중에는 가브리엘 포레가 있는데, 포레의 제자 중에는 훗날 프랑스를 대표하는 작곡가가 되는 모리스 라벨도 있었다. 이들은 모두 생상스로부터 강한 영향을 받았으며, 그를 천재로서 존경했다.

## 생애
생상스는 프랑스 파리에서 태어났다. 정부 서기였던 그의 아버지는 그가 태어난 후 3달 만에 죽었다. 절대음감의 소유자였던 그는 2살 때 피아노를 치기 시작하였으며 곧바로 작곡을 시작할 수 있었다. 1839년 3월 22일로 날짜가 기록된, 최초로 작곡한 곡인 《피아노를 위한 작은 단편》은 현재 프랑스 국립도서관에서 보관 중이다. 그의 조숙함은 음악에만 국한되지 않았다. 그는 3살 경에 읽고 쓸 줄 알았으며 7살 때는 라틴어를 완전히 터득했다. 12세 때 모차르트, 헨델 등 작곡가들의 곡으로 연주회를 열었다. 13세에 파리 음악원에 들어갔고, 18세에 《제1교향곡》을 썼다. 28세에 마들레느 교회에서 오르간을 쳤으며, 29세에 그의 가장 유명한 작품들 중 하나인 《제3교향곡》을 작곡하였다. 36세 때에는 '국민 음악 협회'를 설립하여 프랑스의 음악을 부흥시키는 데 힘썼다. 46세에 아카데미 회원이 되었다. 그리고 51세 때 그의 사후에도 사랑받게 될 《동물의 사육제》를 작곡하였다. 만년인 1921년에는 3개의 목관악기 소나타인 《오보에 소나타 라장조》, 《클라리넷 소나타 내림 마장조》, 《바순 소나타 사장조》를 잇달아 작곡했으며, 같은 해 12월 16일에 프랑스령 알제리에서 사망했다.

## 주요 작품

### 교향곡
- 교향곡 1번 내림 마장조 Op.2 (1853년)
- 교향곡 바장조 R.163 "로마" (1856년)
- 교향곡 2번 가단조 Op.55 (1858년)
- 교향곡 3번 다단조 Op.78 "오르간" (1886년)

#### 교향시
- 스파르타쿠스 서곡 내림 마장조(1863)[2]
- 옴팔레의 물레 가장조(1872)
- 파에톤 다장조(1873)
- 죽음의 무도 사단조(1874)
- 헤라클레스의 젊은 시절 내림 나장조(1877)

#### 서곡
- 희극 오페라 서곡 마단조(1850년경)
- 미완성 희극 오페라 서곡 사장조(1854)
- 축전 서곡 바장조(1910)

#### 그 밖의 관현악곡
- 모음곡 라장조(1863)
- 알제리 모음곡 다장조(1880)
- 리스본의 밤(1880)
- 아라곤의 호타 가장조(1880)

### 협주곡

#### 피아노
- 협주곡 1번 라장조(1858)
- 협주곡 2번 사단조(1868)
- 협주곡 3번 내림 마장조(1869)
- 협주곡 4번 다단조(1875)
- 열정의 알레그로 올림 다단조(1884)
- 오베르뉴 광시곡 다장조(1884)
- 결혼 케이크 내림 가장조(1885)
- 아프리카 사단조(1891)
- 협주곡 5번 바장조 ‘이집트’(1896)

#### 바이올린
- 협주곡 1번 가장조(1859)
- 협주곡 2번 다장조(1858)
- 서주와 론도카프리치오소 가단조(1863)
- 로망스 다장조(1874)
- 협주곡 3번 나단조(1880)
- 연주회 소품 마단조(1880)
- 아바네스 마장조(1887)
- 안달루시아 기상곡 사장조(1904)

#### 첼로
- 협주곡 1번 가단조(1872)
- 협주곡 2번 라단조(1902)

#### 플루트
- 로망스 내림 라장조(1871)
- 소서정시 라장조(1920)

#### 하프
- 소협주곡 사장조(1918)

#### 호른
- 로망스 바장조(1874)
- 로망스 마장조(1885)
- 연주회 소품 바단조(1887)

#### 오르간
- 월계수 애가(1919)

#### 이중협주곡
- 시인과 뮤즈(바이올린과 첼로, 1910)

### 실내악

#### 독주악기와 피아노

##### 소나타
- 첼로 소나타 1번 다단조(1872)
- 바이올린 소나타 1번 라단조(1885)
- 바이올린 소나타 2번 내림 마장조(1896)
- 첼로 소나타 2번 바장조(1905)
- 오보에 소나타 라장조(1921)
- 클라리넷 소나타 내림 마장조(1921)
- 바순 소나타 사장조(1921)

##### 그 밖
- 화려한 카프리스 바단조(바이올린과 피아노, 1859)
- 모음곡(첼로와 피아노, 1862)
- 자장가 내림 나장조(바이올린과 피아노, 1871)
- 로망스 라장조(첼로와 피아노, 1877)
- 카바티나 내림 라장조(트롬본과 피아노, 1915)

#### 피아노 3중주
- 1번 바장조(1863)
- 2번 마단조(1892)

#### 피아노 4중주
- 마장조(1851~3)
- 내림 나장조(1875)

#### 현악 4중주
- 1번 마단조(1899)
- 2번 사장조(1918)

#### 그 밖
- 세레나데 내림 마장조(1865)
- 7중주 내림 마장조(1881)
- 동물의 사육제(1886)
- 환상곡 가단조(하프, 1893)
- 뱃노래 바장조(바이올린·첼로·하모늄·피아노)(1897)
- 환상곡(바이올린과 하프, 1907)

### 피아노
- 6개의 바가텔(1855)
- 6개의 연습곡(1877)
- 모음곡 바장조(1891)
- 주제와 변주(1894)
- 6개의 연습곡(1899)
- 왼손을 위한 6개의 연습곡(1912)

### 합창
- 성 세실리아 송가(1852)
- 미사(1855)
- 크리스마스 오라토리오(1858)
- 멕베스(1858)
- 프로메테우스의 결혼식(1867)
- 오라토리오 홍수(1875)
- 진혼곡(1878)
- 페르시아의 밤(1891)
- 밤에(1900)
- 코르네유의 영광(1906)
- 영광(1911)
- 약속받은 땅(1913)
- 성모송(1914)
- 3개의 합창(1917)
- 잔다르크 찬가(1920)

### 가곡
- 페르시아인의 노래(1870)
- 롱사르의 5개의 시(1907~21)
- 붉은 재 Op.146(1914)
- 오래된 노래(1921)

### 오페라
- 은종(1864~5)
- 동양의 공주(1872)
- 삼손과 데릴라(1877)
- 에티엔 마르셀(1879)
- 헨리 8세(1881~2)
- 페르세포네(1887)
- 아스카니오(1887~8)
- 프리네(1893)
- 프레데공드(1895)
- 이방인(1900~01)
- 엘레네(1902~3)
- 조상(1905)

### 발레
- 수다스러운 여자(1896)

### 영화음악
- 기즈 공작의 암살(1908)

## 참고 자료
- 이 문서에는 다음커뮤니케이션(현 카카오)에서 GFDL 또는 CC-SA 라이선스로 배포한 글로벌 세계대백과사전의 내용을 기초로 작성된 글이 포함되어 있습니다.